# سن-لامبرت، کبک

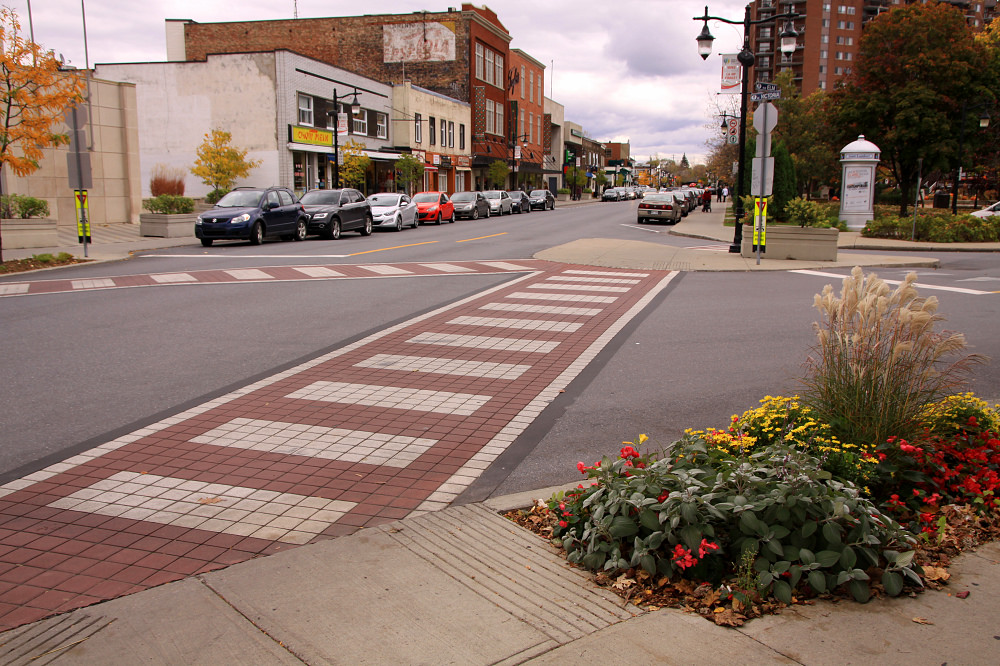
نمایی از خیابان ویکتوریا واقع در سن‌لامبرت

سن-لامبرت (به فرانسوی: Saint-Lambert) شهرکی در ناحیه مونترژی در استان کبک کانادا است. در سرشماری سال ۲۰۱۱ این شهرک ۲۱٬۷۷۲ نفر جمعیت داشته‌است و مساحت آن ۶٫۴۳ کیلومتر مربع است.